# Greenea corymbosa
Greenea corymbosa är en måreväxtart som först beskrevs av William Jack, och fick sitt nu gällande namn av Voigt. Greenea corymbosa ingår i släktet Greenea och familjen måreväxter. Inga underarter finns listade i Catalogue of Life.